# Jorobas
Jorobas är en ort i Mexiko, tillhörande Huehuetoca kommun i delstaten Mexiko. Jorobas ligger i den centrala delen av landet och tillhör Mexico Citys storstadsområde. Orten hade 2 439 invånare vid folkmätningen 2010.